# Ameerega altamazonica
Ameerega altamazonica es una especie de anfibio anuro de la familia Dendrobatidae.

## Distribución geográfica
Esta especie es endémica del Perú. Habita en las áreas de San Martín, Huánuco, Loreto y Ucayali entre los 150 y 865 m de altitud en la cuenca del río Huallaga y el río Ucayali.

## Descripción
Los machos miden de 17.4 a 22.9 mm y las hembras de 18.0 a 24.5 mm.

## Etimología
Su nombre de especie le fue dado en referencia a su distribución, el Alto Amazonas.

## Publicación original
- Twomey & Brown, 2008 : A partial revision of the Ameerega hahneli complex (Anura: Dendrobatidae) and a new cryptic species from the East-Andean versant of Central Peru. Zootaxa, n.º 1757, p. 49–65[5]